# Настоящие ястребы
Настоящие ястребы, или просто ястребы (лат. Accipiter) — род хищных птиц из семейства ястребиных (Accipitridae). Это стройные птицы с короткими широкими согнутыми крыльями и длинным прямым хвостом. У них длинные когтистые лапы, которые они используют для умерщвления своей жертвы и острый крючковатый клюв. У взрослых птиц поперечнополосатая окраска нижней стороны тела, верх серый, парящий полёт нехарактерен. Самки у ястребов, как правило, крупнее самцов.
Ястребы часто подкарауливают свою жертву из засады на возвышении или с воздуха, после чего молниеносно камнем слетают вниз, хватая её. В основном они питаются мелкими птицами и млекопитающими.
Ястребы — лесные птицы с обширными ареалами. Живут ястребы в основном в лесных или кустарниковых массивах.

## Этимологияназвания
Название ястреб в старославянском языке встречается в варианте «astreb». Украинское — ястріб, яструб, сербохорватское јастријеб — ястреб, дающее прилагательное јастребаст — «пестрый, крапчатый», чешское — jestrab, древне-чешский — jastrab, польское — jastrzab, верхнелужицкое — jatrob, и нижнелужицкое — jastreb; интересно латинское astur. Название, вероятно, сформировано на основе древне-славянского корня *str в значении «скорость» ostrъ (стриж, стрела, стремнина, стержень). Окончание rebъ имеет значение «рябой, пестрый». Характерная черта охоты ястреба — молниеносный заключительный бросок на жертву, а поперечно-пестрый рисунок на груди общеизвестен и дает в языке прилагательное «ястребиный».

## Виды
Международный союз орнитологов относит к роду 9 видов(названия приведены в соответствии со словарём Бёме и Флинта (1994)):
- Accipiter chionogaster
- Accipiter erythronemius
- Accipiter madagascariensis — Мадагаскарский перепелятник
- Accipiter nisus — Ястреб-перепелятник
- Accipiter ovampensis — Краснобокий перепелятник
- Accipiter poliogaster — Серобрюхий тетеревятник
- Accipiter rufiventris — Краснобрюхий перепелятник
- Accipiter striatus — Полосатый ястреб
- Accipiter ventralis